# Vjačeslav Uvaev
Vjačeslav Viktorovič Uvaev, secondo la traslitterazione anglosassone Vyacheslav Uvayev (in russo Вячеслав Викторович Уваев?; Mosca, 15 aprile 1966), è un allenatore di hockey su ghiaccio ed ex hockeista su ghiaccio russo, fino al 1991 sovietico.

## Biografia
Nato in Unione Sovietica e divenuto russo dopo la sua dissoluzione pur avendo origini ucraine, ha giocato nel massimo campionato sovietico con le maglie di Torpedo Jaroslavl' e Spartak Mosca, prima di trasferirsi pressoché stabilmente in Italia (fa eccezione solo un breve rientro allo Spartak), dove ha vestito le maglie di Asiago, Brunico, Milano Vipers (dopo una prima stagione al di sotto delle aspettative, era tornato a Milano dopo la parentesi allo Spartak contribuendo, con un rendimento assai migliore, alla vittoria di due scudetti, una Coppa Italia e due Supercoppe italiane) e Merano (con cui ha chiuso la carriera in seconda serie). Era stato scelto al draft NHL 1991 dai New York Rangers, ma non giocò mai in Nord America.
Dopo il ritiro è diventato allenatore. Dapprima ha allenato nelle serie minori russe, per esordire nella stagione 2009-2010 nella lega giovanile Molodežnaja Chokkejnaja Liga (MHL), sulla panchina dello Sheriff.
Iniziò la stagione successiva come assistente allenatore dell'Atlant Mytishchi nella prestigiosa Kontinental Hockey League. Per un periodo di pochi giorni, nell'ottobre 2010, ne divenne anche allenatore capo, dopo l'allontanamento di Nikolaj Borščevskij e prima della nomina di Miloš Říha. Già a dicembre 2010 fece tuttavia ritorno in MHL, come assistente dei Krasnaya Armiya Moskva che vinsero il titolo; venne confermato per la stagione successiva come capo allenatore.
Nel 2014-2015 affincò all'incarico di head coach del Ryazan (VHL) quello di selezionatore della nazionale universitaria russa che vinse l'oro alle Universiadi invernali di Granada/Štrbské Pleso 2015. Dopo un'ulteriore stagione a Ryazan, è stato per tre anni assistente allenatore del Vityaz Podolsk e per una stagione del Lokomotiv Jaroslavl', in Kontinental Hockey League.
È tornato ad allenare in VHL dapprima come allenatore capo del Buran Voronezh (2020-2021, dimettendosi nel mese di gennaio 2021), poi come assistente nel Lada Togliatti (2021-2022 e primi mesi della stagione successiva). Il 21 ottobre 2022 si è dimesso dal Lada per essere nominato assistente allenatore dell'Avangard Omsk, fino al termine della stagione. Il 31 ottobre 2023 è tornato in MHL alla guida della Akademija Michajlova di Tula.

## Palmarès

### Giocatore
- Coppa Spengler: 1

Spartak Mosca: 1990
- Campionato italiano: 2

Milano Vipers: 2001-2002, 2003-2004
- Coppa Italia: 1

Milano Vipers: 2002-2003
- Supercoppa italiana: 2

Milano Vipers: 2001, 2002

### Allenatore
- Molodežnaja Chokkejnaja Liga : 1

Krasnaja Armija Mosca: 2010-2011
- Universiadi invernali:

 Granada/Štrbské Pleso 2015